# 塩付通
塩付通（しおつけとおり）は、愛知県名古屋市昭和区の地名。現行行政地名は塩付通1丁目から塩付通7丁目。住居表示未実施。

## 地理
名古屋市昭和区中央部に位置する。南は菊園町、北は千種区に接する。

## 歴史

### 町名の由来
広路町の字名に由来する。字名は塩付街道による。

### 沿革
- 1933年（昭和8年）
  - 4月10日 - 中区広路町の一部により、同区塩付通として成立[1]。
  - 9月20日 - 広路町の一部を編入する[1]
- 1937年（昭和12年）10月1日 - 昭和区成立に伴い、同区塩付通となる[1]。
- 1938年（昭和13年）12月1日 - 広路町の一部を編入する[1]
- 1950年（昭和25年）7月15日 - 広路町の一部を編入する[1]。
- 1956年（昭和31年）8月1日 - 広路町の一部を編入する[1]。

## 世帯数と人口
2019年（平成31年）1月1日現在の世帯数と人口は以下の通りである。
| 町丁   | 世帯数    | 人口    |
| ------ | --------- | ------- |
| 塩付通 | 1,019世帯 | 2,018人 |

## 学区
市立小・中学校に通う場合、学校等は以下の通りとなる。また、公立高等学校に通う場合の学区は以下の通りとなる。なお、小・中学校は学校選択制度を導入しておらず、番毎で各学校に指定されている。
| 丁目        | 小学校                                    | 中学校                                    | 高等学校 |
| ----------- | ----------------------------------------- | ----------------------------------------- | -------- |
| 塩付通1丁目 | 名古屋市立広路小学校                      | 名古屋市立駒方中学校                      | 尾張学区 |
| 塩付通2丁目 | 名古屋市立広路小学校 名古屋市立松栄小学校 | 名古屋市立駒方中学校 名古屋市立桜山中学校 | 尾張学区 |
| 塩付通3丁目 | 名古屋市立松栄小学校                      | 名古屋市立桜山中学校                      | 尾張学区 |
| 塩付通4丁目 | 名古屋市立松栄小学校                      | 名古屋市立桜山中学校                      | 尾張学区 |
| 塩付通5丁目 | 名古屋市立松栄小学校                      | 名古屋市立桜山中学校                      | 尾張学区 |
| 塩付通6丁目 | 名古屋市立松栄小学校                      | 名古屋市立桜山中学校                      | 尾張学区 |
| 塩付通7丁目 | 名古屋市立松栄小学校                      | 名古屋市立桜山中学校                      | 尾張学区 |

## その他

### 日本郵便
- 郵便番号 : 466-0022[4]（集配局：昭和郵便局[11]）。